# اسکوئردینیا (بازیکن فوتبال، زاده ۱۹۸۰)
اسکوئردینیا (انگلیسی: Esquerdinha؛ زادهٔ ۲۸ فوریهٔ ۱۹۸۰) بازیکن فوتبال اهل برزیل است.
از باشگاه‌هایی که در آن بازی کرده است می‌توان به باشگاه فوتبال یوونتوس و باشگاه فوتبال لچه اشاره کرد.